# Crònica de Paros

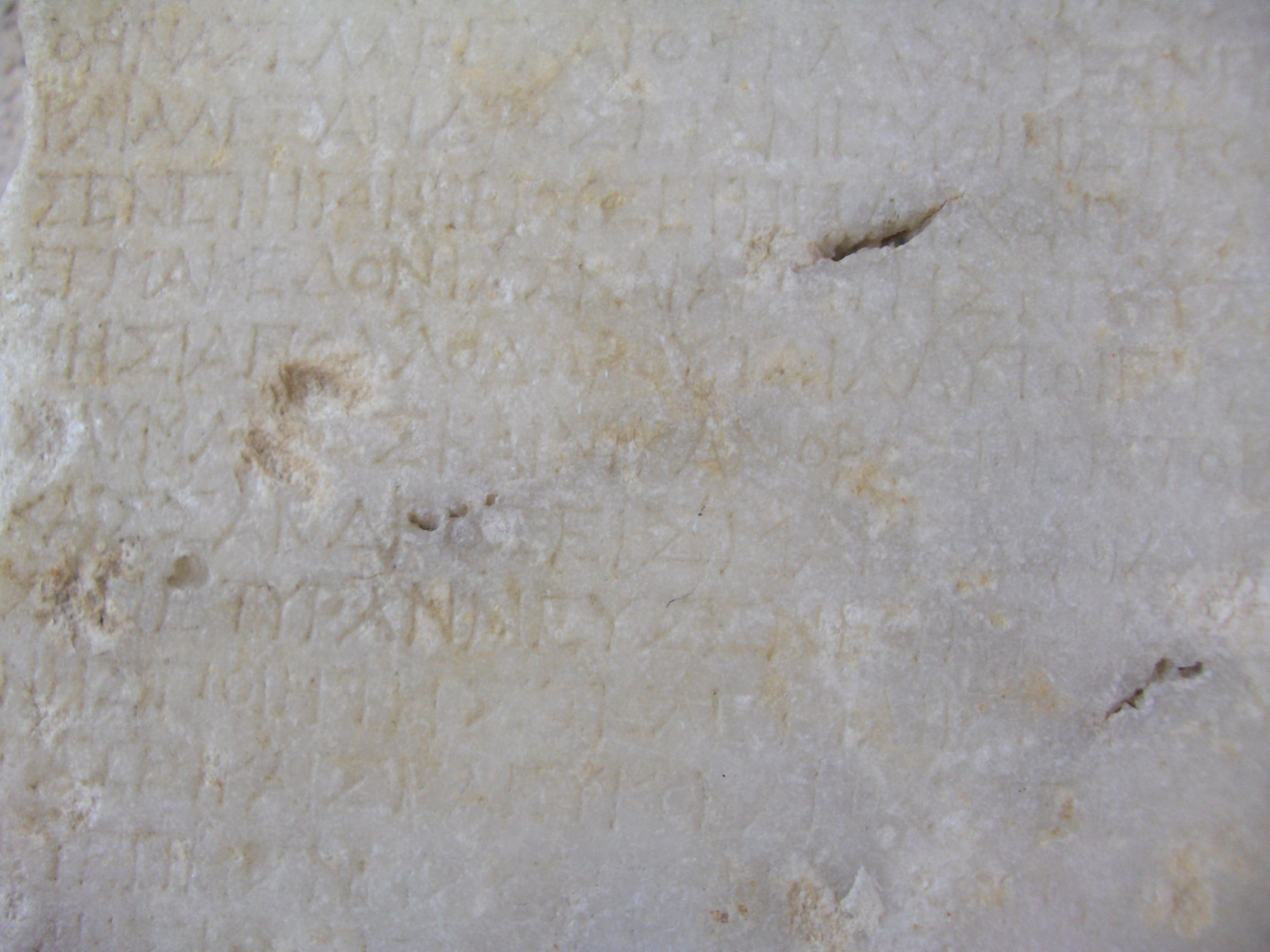
Fragment de la part conservada al Museu Arqueològic de Paros

La Crònica de Paros (grec antic: Χρονικὸν Πάριον) és un document epigràfic que conté una relació cronològica d'esdeveniments llegendaris, polítics i culturals ocorreguts al món grec en sincronia amb els diversos reis i arconts atenesos. Abasta el lapse des de l'any 1581 aC fins al 264-3 aC.
La crònica està tallada en el mateix tipus de marbre anomenat de Paros. El fragment més important —que sol denominar-se fragment A— el traslladà a Anglaterra al 1627 un emissari de Thomas Howard. La part superior en fou destruïda però se'n coneix el contingut perquè fou publicat al segle xvii abans de ser destruït. La part inferior es conserva al Museu Ashmolean d'Oxford (Regne Unit). Una tercera part —que es denomina fragment B— es trobà al 1897 a l'illa grega de Paros i es guarda al seu Museu Arqueològic.
També és coneguda com a Chronicon marmoreum, Marmora paria, Marmor parium, Marmora arundeliana, Marmora oxoniensia i Marmorchronik.

## Contingut
En el contingut de l'estela de marbre figura:
Fragment perdut

| Any                      | Contingut |
| ------------------------ | --- |
| 1581-80 ae               | Fundació de la primitiva Atenes per Cècrops, fundador del llinatge dels cecròpides. |
| 1573-2 ae                | Deucalió regna a Licorea. |
| 1531-30 ae               | Es realitza el primer judici a l'Areòpag, d'Ares contra Posidó. |
| 1528-27 ae               | Diluvi de Deucalió. |
| 1521-20 ae               | Anficcíon regna a Termòpiles. |
| 1520-19 ae               | Els grecs passen a denominar-se hel·lens. |
| 1518-17 ae               | Fundació de Tebes per Cadme. |
| 1515-14 ae               | Dada fragmentària d'un any en què Anficcíon regnava a Atenes. |
| 1510-09 ae               | Arribada de Dànau i les seues filles en el primer pentecònter a l'Hèl·lade. Alcen el temple d'Atena a Lindos. |
| 1505-4 ae                | Institució de les Panatenea. En aquesta data també Erictoni és el primer que junyeix els cavalls al carro mentre que Hiagnis inventa la flauta (aulos) a Frígia i fa composicions en honor de Cíbele, Dionís i Pan. |
| 1462 o 1423 ae           | Regnat de Minos a Creta i descobriment del ferro a la Muntanya Ida pels Dàctils ideus. |
| 1409-08 ae               | Arribada de Demèter a Atenes i trobada amb Triptòlem. |
| 1408-07 ae               | Triptòlem realitza la primera recollida de gra. |
| 1399-98 ae               | Orfeu compon el primer poema del mite del rapte de Persèfone i la seua recerca per Demèter. |
| 1397-6 ae                | Eumolp institueix els Misteris d'Eleusis. |
| 1325-4 ae                | Pandíon regna a Atenes. |
| Entre 1324-3 i 1308-7 ae | S'institueixen els Jocs d'Eleusis i el festival de Zeus Liceu a Arcàdia. |
| Entre 1307-6 i 1295-4 ae | Dada fragmentària referida a Hèracles en el període en què Egeu regna a Atenes. |
| 1294-3 ae                | Hi ha una gran fam a l'Àtica i després de consultar l'oracle, es fixa el tribut que els atenesos pagaran a Minos.                                                                                                   |
| 1259-8 ae                | Teseu és rei d'Atenes, i hi institueix la democràcia. A més colonitza la dodecàpolis jònia i institueix els Jocs Ístmics.                                                                                           |
| 1256-5 ae                | Les amàzones envaeixen l'Àtica. |
| 1251-50 ae               | La Guerra dels set Cabdills té lloc, així com la fundació dels Jocs Nemeus. |
| 1218-17 ae               | La Guerra de Troia comença. |
| 1209-8 ae                | La presa de Troia té lloc el 5 de juny. |
| 1208-7 ae                | Judici a Orestes en el tribunal de l'Areòpag. |
| 1202-1 ae                | Fundació de Salamina (Xipre). |
| 1086-5 ae                | Neleu colonitza Milet i la resta de Jònia: Efes, Èritres, Clazòmenes, Priene, Lebedos, Teos, Colofó, Miünt, Focea, Samos i Quios i organitza els Jocs Panjonis.                                                     |
| 937-6 ae                 | Floriment d'Hesíode. |
| 906-5 ae                 | Florida d'Homer. |

Fragment d'Oxford

| Any                                    | Contingut |
| -------------------------------------- | --- |
| 895-4 ae                               | Introducció de pesos i mesures per Fidó d'Argos, que també encunya monedes d'argent a Egina.                                                                                            |
| Data indeterminada a mitjan s. VIII ae | Fundació de Siracusa per Arquies, amb emigrants procedents de Corint. |
| 683-2 ae                               | Els arconts exerceixen el seu càrrec per un any. |
| 644-3 ae                               | Florida de Terpandre de Lesbos, que revoluciona la música. |
| 604-3 ae                               | Aliates esdevé rei de Lídia. |
| Data indeterminada                     | Desterrament de Safo a Sicília. |
| 591-90 ae                              | Realització de sacrificis dels Amfictions després de derrotar Cirra i instauració dels Jocs Pítics on es donen premis monetaris procedents del botí.                                    |
| 582-1 ae                               | Introducció de la corona de llorer com a premi en els Jocs Pítics. |
| Sobre el 580 ae                        | Primer cor d'actors còmics a Atenes, organitzat en el demos d'Icari i inventat pel poeta Susarió, en què es premiava el vencedor amb un cistell de figues i un odre de 40 litres de vi. |
| 561-60 ae                              | Pisístrat esdevé tirà d'Atenes. |
| 556-5 ae                               | Ambaixada de Cressus a Delfos. |
| 541-40 ae                              | El rei Cir II el Gran pren Sardes. |
| 536-5 ae                               | Posada en escena de la primera obra dramàtica de Tespis, en què es proposa com a premi per al vencedor un boc.                                                                          |
| 520-19 ae                              | Darios I esdevé rei dels perses després de la mort de Gaumata. |
| 511-10 ae                              | Assassinat d'Hiparc per Harmodi i Aristogitó. |
| 509-8 ae                               | Primer certamen de cors d'homes (ditirambes), en què vencé Hipòdic de Calcis. |
| 494-3 ae                               | Victòria de Melaníppides a Atenes. |
| 490-89 ae                              | Batalla de Marató, en què Èsquil lluita amb 35 anys. |
| 489-8 ae                               | Victòria de Simònides de Ceos a Atenes. Mort de Darios i ascens al tron de Xerxes I. |
| 485-4 ae                               | Primer triomf d'una tragèdia d'Èsquil en les grans Dionísia així com el naixement d'Eurípides i l'arribada a Grècia del poeta Estesícor.                                                |
| 480-79 ae                              | Xerxes mana construir un pont sobre els Dardanels i es produeixen les batalles de les Termòpiles i Salamina.                                                                            |
| 479-8 ae                               | Batalla de Platea i erupció de l'Etna. |
| 478-7 ae                               | Geló I esdevé tirà de Siracusa. |
| 477-6 ae                               | Victòria de Simònides, l'inventor d'un sistema mnemotècnic, en una competició coral d'Atenes, així com data de la construcció de les estàtues d'Harmodi i Aristogitó.                   |
| 472-1 ae                               | Hieró I esdevé tirà de Siracusa i estada a la ciutat del poeta Epicarm. |
| 469-8 ae                               | Victòria de Sòfocles amb una tragèdia a l'edat de 28 anys. |
| 468-7 ae                               | Caiguda d'un meteorit al riu Egospòtam i mort de Simònides. |
| 461-60 ae                              | Mort d'Alexandre I de Macedònia i ascens al tron de Macedònia del seu fill Perdicas II.                                                                                                 |
| 456-5 ae                               | Mort d'Èsquil a Gela a l'edat de 69 anys. |
| 442-1 ae                               | Primera tragèdia d'Eurípides que obté el primer lloc en les grans Dionísia, a l'edat de 44 anys. Sòcrates i Anaxàgores n'eren contemporanis.                                            |
| 420-19 ae                              | Mort de Perdicas II i ascens al tron de Macedònia d'Arquelau I. |
| 408-7 ae                               | Dionís el Vell esdevé tirà de Siracusa. |
| 407-6 ae                               | Mort d'Eurípides. |
| 406-5 ae                               | Mort de Sòfocles als 92 anys, i Cir el Jove s'endinsa a l'interior de Grècia. |
| 402-1 ae                               | Victòria del poeta Telestes de Selinunt a Atenes. |
| 400-399 ae                             | Els hel·lens de l'Expedició dels deu mil arriben a la costa. |
| 399-8 ae                               | Victòria d'Arístonous a Atenes. |
| Data indeterminada                     | Victòria a Atenes de Poliïd de Selímbria amb un ditirambe. |
| 380-79 ae                              | Mort del poeta ditiràmbic Filoxen de Citera als 55 anys. |
| 377-6 ae                               | Victòria del dramaturg Anaxàndrides a Atenes. |
| 373-2 ae                               | Victòria d'Astidames a Atenes i incendi del temple d'Apol·lo de Delfos. |
| 371-10 ae                              | Batalla de Leuctra en què vencen els tebans, i ascens al tron de Macedònia d'Alexandre II després de la mort d'Amintes III.                                                             |
| Entre 370 i 368 ae                     | Victòria d'Estesícor d'Hímera a Atenes (diferent de l'Estesícor citat en la data de 485-4) i construcció de Megalòpolis.                                                                |
| 368-7 ae                               | Dionís el Jove esdevé tirà de Siracusa després de la mort de son pare i ascensió al tron de Macedònia de Ptolemeu Alorita després de la mort d'Alexandre II.                            |
| 366-5 ae                               | Els focis s'apoderen de l'oracle de Delfos. |
| Data indeterminada                     | Mort de Timoteu d'Anaflistos. |
| Data indeterminada                     | Ascens al tron de Macedònia de Filip II i ascens al tron de Pèrsia d'Antaxerxes III després de la mort d'Artaxerxes II.                                                                 |
| 357-6 ae                               | Dada fragmentària. |
| 355-4 ae                               | Dada fragmentària. |
| Indeterminada                          | Dada fragmentària. |

Fragment de Paros

| Any       | Contingut |
| --------- | --- |
| 336-5 ae  | Ascens al tron de Macedònia d'Alexandre el Gran després de la mort de Filip II. |
| 335-4 ae  | Alexandre marxa contra els tribal·lis i els il·liris i destrueix Tebes. |
| 334-3 ae  | Alexandre creua a Àsia i tenen lloc les batalles de Grànic i Issos. |
| 333-2 ae  | Alexandre s'apodera de Fenícia, Xipre i Egipte. |
| 332-1 ae  | Alexandre derrota a Darios prop d'Arbela, pren Babilim i funda Alexandria. |
| 330-29 ae | Florida de Cal·lip de Cízic, Alexandre atrapa a Darios i penja a Bessos de Bactriana. |
| 328-7 ae  | Victòria de Filemó el Vell i fundació d'una ciutat hel·lena a la vora del riu Don. |
| 324-3 ae  | Mort d'Alexandre i Ptolemeu I es fa amb el control d'Egipte. |
| 323-2 ae  | Guerra de Làmia i batalla d'Amorgos entre atenesos i macedonis. |
| 322-1 ae  | Antípater pren Atenes i Ofel·les pren Cirene. |
| 321-20 ae | Antígon creua Àsia, enterrament d'Alexandre a Memfis, mort de Perdicas d'Orèstia, Cràter i Aristòtil, i viatge de Ptolemeu a Cirene.                                                                |
| 319-8 ae  | Mort d'Antípater, fugida de Cassandre de Macedònia, setge de Cízic per Filip III Arrideu, conquesta de Síria i Fenícia per Ptolemeu i elecció d'Agàtocles com a comandant de l'exèrcit de Siracusa. |
| 317-6 ae  | Batalla naval entre les flotes de Clit i Nicànor prop del temple dels calcedonis i Demetri de Falèron promulga lleis a Atenes.                                                                      |
| 316-5 ae  | Tornada de Cassandre a Macedònia, reconstrucció de Tebes, mort d'Olímpia, fundació de Cassandrea i Agàtocles es converteix en tirà de Siracusa. Primera victòria del poeta Menandre a Atenes.       |
| 313-2 ae  | Mort del poeta Sosífanes. |
| 312-1 ae  | Eclipsi de sol, derrota de Demetri Poliorcetes davant Ptolemeu a Gaza. |
| 311-10 ae | Mort de Nicocreont i Ptolemeu s'apodera de la seua illa. |
| 310-9 ae  | Mort d'Alexandre i d'Hèracles, fills d'Alexandre el Gran, i Agàtocles desembarca a Àfrica. |
| 309-8 ae  | Fundació de Lisimàquia, naixement de Ptolemeu II Filadelf a Cos, i mort de Cleòpatra de Macedònia a Sardes.                                                                                         |
| 308-7 ae  | Demetri Poliorcetes assetja i pren el Pireu i expulsa Demetri de Falèron d'Atenes. |
| 307-6 ae  | Demetri destrueix Muníquia i conquesta Xipre. |
| 306-5 ae  | Naixement del poeta Sosífanes (és un Sosífanes diferent de l'anomenat l'any 316-5.) |
| 305-4 ae  | Setge de Rodes i Ptolemeu ocupa el tron d'Egipte. |
| 304-3 ae  | Terratrèmols a Jònia i Demetri pren Calcis. |
| 303-2 ae  | Aparició d'un cometa i Lisímac de Tràcia creua Àsia. |
| 302-1 ae  | Dada fragmentària que cita Demetri i Cassandreu, en un any en què Nicocles era arcont d'Atenes. |
| 299-8 ae  | Dada fragmentària en què se citen Demetri, Cassandre, els Ptolemeus i la ciutat de Calcis. |

Una de les qüestions destacables és que la crònica ofereix moltes dades sobre la fundació d'alguns Jocs panhel·lènics i altres jocs i festivals hel·lènics, però no hi ha dades sobre els Jocs Olímpics.